# Migdalim
Migdalim (hebrejsky מִגְדָּלִים, doslova „Věže“, podle jména sousedního palestinského města Madždal Bani Fadil., v oficiálním přepisu do angličtiny Migdalim) je izraelská osada typu společná osada (jišuv kehilati) na Západním břehu Jordánu, v distriktu Judea a Samaří a v Oblastní radě Šomron.

## Geografie
Nachází se v nadmořské výšce 790 metrů na východním okraji Samařska, cca 35 kilometrů severovýchodně od historického jádra Jeruzalému, cca 15 kilometrů jihovýchodně od Nábulusu a cca 52 kilometrů východně od centra Tel Avivu.
Vesnice je na dopravní síť Západního břehu Jordánu napojena pomocí takzvané Alonovy silnice číslo 458 a 508, která vede podél východního okraje Samařska a do Jordánského údolí. Další spojení nabízí lokální silnice číslo 505, která vede k severozápadu, do centrálních oblastí Samařska.
Migdalim leží téměř na okraji souvisle osídleného území Západního břehu Jordánu. Směrem na východ už následuje jen řídce obydlená polopouštní a pouštní krajina, která se prudce svažuje k Jordánskému údolí. V bezprostředním okolí obce se ale nacházejí četná palestinská sídla, například Madždal Bani Fadil na východě nebo Qusra a Jurish na západě.

## Dějiny
Vesnice Migdalim vznikla v roce 1983, konkrétně v srpnu 1983, na území, které v roce 1967 dobyla izraelská armáda. Původně šlo o osadu typu nachal, tedy kombinace vojenské základny s civilním osídlením. 14. května 1984 rozhodla izraelská vláda tuto osadu převést na ryze civilní. Výhledově měla nová osada mít kapacitu 100 rodin, přičemž v první fázi se předpokládalo usídlení 40 rodin. Převod na civilní obec proběhl v prosinci 1984. V roce 1986 sem přišli první stálí obyvatelé.
Počátkem 21. století nebyla obec zahrnuta do Izraelské bezpečnostní bariéry, která do svých hranic pojala jen kompaktní bloky izraelských osad, zejména poblíž Zelené linie. Budoucí existence osady závisí na podmínkách případné mírové smlouvy s Palestinci.

## Demografie
Obyvatelstvo Migdalim je v databázi rady Ješa popisováno jako sekulární. Podle údajů z roku 2014 tvořili naprostou většinu obyvatel Židé (včetně statistické kategorie "ostatní", která zahrnuje nearabské obyvatele židovského původu ale bez formální příslušnosti k židovskému náboženství).
Jde o menší obec vesnického typu s dlouhodobě stagnující populací. K 31. prosinci 2014 zde žilo 204 lidí. Během roku 2014 registrovaná populace stoupla o 36,0 %. Výhledově se ale počítá, že ze současného počtu cca 40 rodin by se obec měla rozrůst až na 260 rodin.
| Rok            | 1995 | 1996 | 1997 | 1998 | 1999 | 2000 | 2001 | 2002 | 2003 | 2004 | 2005 | 2006 | 2007 | 2008 | 2009 | 2010 | 2011 | 2012 | 2013 | 2014 |
| -------------- | ---- | ---- | ---- | ---- | ---- | ---- | ---- | ---- | ---- | ---- | ---- | ---- | ---- | ---- | ---- | ---- | ---- | ---- | ---- | ---- |
| Počet obyvatel | 92   | 118  | 122  | 141  | 150  | 306  | 153  | 143  | 152  | 151  | 150  | 142  | 139  | 138  | 137  | 142  | 139  | 147  | 150  | 204  |